# VfB Concordia Britz
Maillots
Le VfB Concordia Britz 1916 est un club allemand de football basé dans le quartier Britz à Berlin.

## Localisation

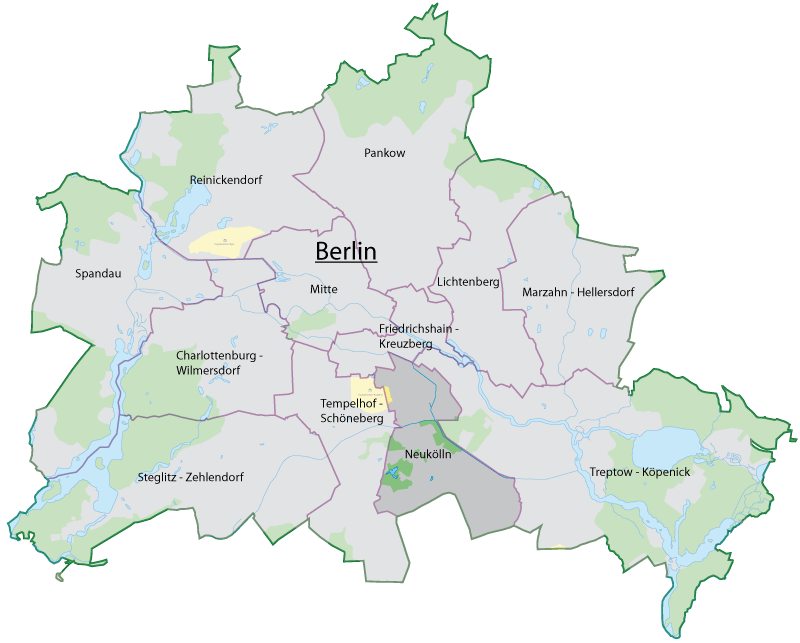
localisation de l'arrondissement de Neukölln
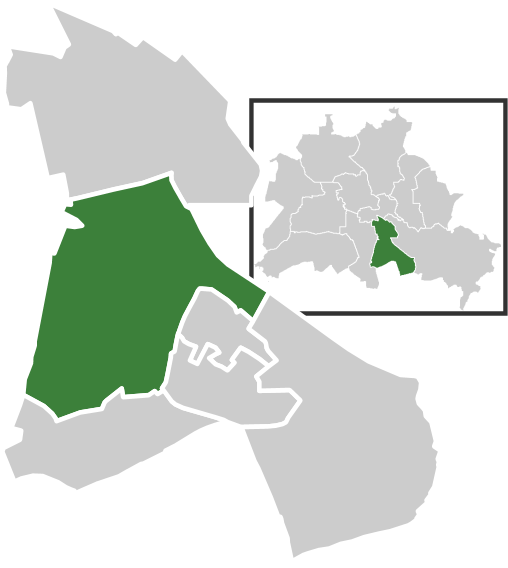
quartier de Britz dans l'arrondissement de Neukölln

## Histoire
Le club fut fondé le 1er juillet 1916 sous le nom de Sport-Club Britz. Peu après, il fut renommé VfB Britz 1916.
En 1922, le club s’associa avec l’équipe du SC Stassenbahn et joua sous le nom de VfB Britz-Strassenbahn, mais cette fusion échoua.
Jusqu’au terme de la Seconde Guerre mondiale, le VfB Britz 1916 ne joua aucun rôle en vue dans les ligues berlinoises.
En 1945, le club fut dissous par les Alliés, comme tous les clubs et associations allemands (voir Directive n°23). Le club fut rapidement reconstitué sous le nom de Sportgruppe Britz ou SG Britz.
Dès la saison 1945-1946 une Berlin stadtsliga fut mise sur pied. Elle regroupa 36 équipes renommées Sportgruppe (SG) et reparties en 4 groupes de 9. Le SG Britz termina 4e du Groupe B à une place et un point d’un accès à l’Oberliga Berlin qui la saison suivante regroupa 12 équipes.
À partir de 1947, la DFB retrouva la totalité de ses prérogatives (abandonnées à partir de 1933 lors de l’arrivée au pouvoir qui placèrent tout le sport allemand sous leur contrôle – voir DRL/NSRL ). Cinq ligues de niveau 1 furent établies, les Oberligen parmi lesquelles figura l’Oberliga Berlin.
En 1947-1948, le SG Britz joua et termina 4e du Groupe B de l’Amateurliga Berlin (qui était alors partagée en 3 groupes). La saison suivante, cette ligue fut scindée en quatre groupes. Le SG Britz remporta le Groupe Nordostkreis A. Ce résultat luis permit de monter en Oberliga Berlin.
En vue de la saison 1949-1950, le club reprit son appellation initiale de VfB Britz 1916. Il joua deux saisons au niveau 1 puis redescendit en Amateurliga Berlin qui avait ramenée à une seule série en 1950.
Le VfB Britz 1916 évolua quatre saisons en Amateurliga Berlin puis fut relégué au niveau 3 en 1956. Il y remonta après un an, mais fut de nouveau relégué en 1958.
Par la suite au fil que les saisons s’écoulèrent, la hiérarchie du football allemand se structura progressivement. En 1963, lors de la création de la Bundesliga, l’Oberliga Berlin devint la Regionalliga Berlin au niveau 2 et l’ l’Amateurliga Berlin recula au niveau 3.
Le VfB Britz n’accéda pas à ce 3e niveau qui en 1974 devint le 4e et prit le nom de Landesliga Berlin lors de la création de la 2. Bundesliga.
Après la Chute du Mur de Berlin en 1989, la DFB récupéra un grand nombre de clubs de la désormais ex-RDA. La Landesliga Berlin (toujours niveau 4) devint la Landesliga Berlin West en vue du championnat 1990-1991, puis fut partagée en deux sections pour la saison suivante. À la fin du championnat 1991-1992, fut instaurée la Verbandsliga Berlin au niveau 4 tandis que la Landesliga (toujours scindée en deux sections) devint le niveau 5.
En vue de la compétition 1993-1994, le VfB Britz 1916 monta en Landesliga (niveau 5). Terminant 17e sur 18 de la section 1, le club fut relégué vers le niveau 7 car en raison de l’instauration des Regionalligen en tant que 3e niveau, toutes les ligues inférieures reculèrent d’un rang.
En 1999, le VfB Britz fusionna avec le PSV Concordia Gropiusstadt (lui-même issu d’une union en 1991 entre les membres de la section football du Polizei SV Berlin et le 1. FC Concordia Gropiusstadt). Le club fusionné prit le nom de VfB Concordia Britz 1916.
En vue de la saison 2000-2001, le VfB Concordia Britz monta en Landesliga Berlin et joua dans la Section 2.
En 2008, le club monta dans la Berlin-Liga (nom prit à ce moment précis par la Verbandsliga Berlin). Cette ligue devenait alors le 6e niveau de la hiérarchie du football allemand à la suite de l’instauration de la 3. Liga au 3e niveau. En 2010, le VfB Concordia Britz 1916 redescendit d’un étage.